# 윌슨 정리
수론에서, 윌슨 정리(영어: Wilson's theorem)는 임의의 소수 {\displaystyle p}에 대하여, {\displaystyle p-1}의 계승이 법 {\displaystyle p}에 대하여 −1과 합동이라는 정리이다.

## 정의
윌슨 정리에 따르면, 임의의 자연수 {\displaystyle p>1}에 대하여, 다음 두 조건이 서로 동치이다.
- {\displaystyle p}는 소수이다.
- {\displaystyle (p-1)!\equiv -1{\pmod {p}}}

여기서 {\displaystyle !}는 계승이며, {\displaystyle \equiv {\pmod {p}}}는 법 {\displaystyle p}에 대한 합동이다. 두 번째 조건은 약수 관계를 사용하여
{\displaystyle p\mid (p-1)!+1}
로 바꿔 쓸 수 있다. 나머지의 개념을 사용하면, {\displaystyle (p-1)!}를 {\displaystyle p}로 나눈 나머지가 {\displaystyle p-1}이라고 바꿔 말할 수 있다.
윌슨 정리는 {\displaystyle p>1}가 소수일 필요충분조건을 제시한다. 물론, 계승의 계산은 오래 걸리므로 충분조건 부분을 통해 소수를 판별하는 것은 매우 느리다.

## 증명

### 필요조건의 증명
{\displaystyle p=2}인 경우는 자명하다. 만약 {\displaystyle p}가 3 이상의 소수라면, 법 {\displaystyle p}에 대한 합동류들로 구성된 가환환 {\displaystyle \mathbb {Z} /p\mathbb {Z} }는 체를 이룬다. 즉, 임의의 {\displaystyle i=1,\dots ,p-1}에 대하여,
{\displaystyle ii^{-1}\equiv 1{\pmod {p}}}
인 {\displaystyle i^{-1}=1,\dots ,p-1}가 존재한다. {\displaystyle i^{-1}}는 {\displaystyle i}의 법 {\displaystyle p}에 대한 곱셈 역원이다. 역원은 유일하며, 역원의 역원은 스스로와 같다. 따라서, 정수 {\displaystyle 1,\dots ,p-1}들을 서로 역원인 것들끼리 짝을 지을 수 있다. 다만, 스스로의 역원인 것들은 혼자 짝을 이룬다. 스스로의 역원인 조건 {\displaystyle i=i^{-1}}은 곧 조건
{\displaystyle i^{2}\equiv 1{\pmod {p}}}
와 같다. 이는 양변에서 1을 빼 얻는 조건
{\displaystyle (i-1)(i+1)\equiv 0{\pmod {p}}}
와 동치이다. {\displaystyle \mathbb {Z} /p\mathbb {Z} }가 정역이므로, 이는 다시
{\displaystyle i-1\equiv 0{\pmod {p}}}
이거나
{\displaystyle i+1\equiv 0{\pmod {p}}}
인 것과 동치이다. {\displaystyle i=1,\dots ,p-1}이므로, 전자는 {\displaystyle i=1}이며, 후자는 {\displaystyle i=p-1}이다. 이제 모든 {\displaystyle 1,\dots ,p-1}의 곱을 생각하자. 1과 {\displaystyle p-1}을 제외한 것들은 역원끼리 짝을 지어 곱하면 1과 합동이 되므로, 1과 {\displaystyle p-1}만 남는다. 즉,
{\displaystyle (p-1)!\equiv 1\cdot (p-1)\equiv -1{\pmod {p}}}
이다.
예를 들어, {\displaystyle p=11}인 경우
{\displaystyle 10!=1\cdot 10\cdot (2\cdot 6)\cdot (3\cdot 4)\cdot (5\cdot 9)\cdot (7\cdot 8)\equiv -1{\pmod {11}}}
이다.

### 충분조건의 증명
이제 {\displaystyle p>1}이 1보다 큰 양의 정수이며,
{\displaystyle (p-1)!\equiv -1{\pmod {p}}}
이며, {\displaystyle q}가 {\displaystyle 1\leq q\leq p-1}인 {\displaystyle p}의 약수라고 가정하자. 그렇다면 다음이 성립한다.
- {\displaystyle q\mid p}이며 {\displaystyle p\mid (p-1)!+1}이므로 {\displaystyle q\mid (p-1)!+1}
- {\displaystyle q\leq (p-1)}이므로 {\displaystyle q\mid (p-1)!}

즉, {\displaystyle q}는 {\displaystyle (p-1)!+1} 과 {\displaystyle (p-1)!}의 공약수이다. {\displaystyle (p-1)!+1}와 {\displaystyle (p-1)!}는 서로소이므로, {\displaystyle q=1}일 수밖에 없다. 즉, {\displaystyle p}는 1과 {\displaystyle p}를 제외한 양의 약수를 가지지 않으며, {\displaystyle p}는 소수이다.

## 따름정리
임의의 자연수 {\displaystyle p>1}에 대하여, 다음 두 조건이 서로 동치이다.
- {\displaystyle p}는 소수이다.
- {\displaystyle (p-2)!\equiv 1{\pmod {p}}}

### 증명
임의의 소수 {\displaystyle p}에 대하여,
{\displaystyle (p-2)!\equiv (p-1)!\cdot (p-1)^{-1}\equiv (p-1)!\cdot (p-1)\equiv (-1)\cdot (-1)\equiv 1{\pmod {p}}}
이다. 역의 증명도 윌슨 정리의 증명과 유사하다.

## 일반화

### 가우스의 일반화
임의의 양의 정수 {\displaystyle n\in \mathbb {Z} ^{+}}에 대하여, 다음이 성립한다 ({\displaystyle \mathbb {P} }는 소수의 집합).
{\displaystyle \prod _{1\leq a\leq n}^{\gcd\{a,n\}=1}a\equiv {\begin{cases}-1&n=1,2,4,p^{e},2p^{e},\;p\in \mathbb {P} \setminus \{2\},\;e\in \mathbb {Z} ^{+}\\1&n\neq 1,2,4,p^{e},2p^{e},\;p\in \mathbb {P} \setminus \{2\},\;e\in \mathbb {Z} ^{+}\end{cases}}{\pmod {n}}}
윌슨 정리(의 필요조건 부분)은 {\displaystyle n}이 소수인 경우이다.

#### 증명
{\displaystyle n=1,2}인 경우는 자명하다. {\displaystyle n}이 소수인 경우는 윌슨 정리이며, 소수의 거듭제곱인 경우의 증명은 윌슨 정리의 증명과 유사하다. 이제, {\displaystyle n\geq 3}의 소인수 분해가
{\displaystyle n=p_{1}^{e_{1}}\cdots p_{k}^{e_{k}}}
이며, {\displaystyle k\geq 2}이며,
{\displaystyle g(n)=\prod _{1\leq a\leq n}^{\gcd\{a,n\}=1}a}
라고 하자. {\displaystyle p_{1}^{e_{1}},\dots ,p_{k}^{e_{k}}}가 서로소이므로, 임의의 {\displaystyle i=1,\dots ,k}에 대하여
{\displaystyle g(n)\equiv {\begin{cases}-1&n=1,2,4,p^{e},2p^{e},\;p\in \mathbb {P} \setminus \{2\},\;e\in \mathbb {Z} ^{+}\\1&n\neq 1,2,4,p^{e},2p^{e},\;p\in \mathbb {P} \setminus \{2\},\;e\in \mathbb {Z} ^{+}\end{cases}}{\pmod {p_{i}^{e_{i}}}}}
임을 보이면 충분하다.
중국인의 나머지 정리에 따라, 다음과 같은 전단사 함수가 존재한다. (이는 군의 동형이며, 환의 동형 {\displaystyle \mathbb {Z} /p_{i}^{e_{i}}\mathbb {Z} \times \mathbb {Z} /(n/p_{i}^{e_{i}})\mathbb {Z} \to \mathbb {Z} /n\mathbb {Z} }으로부터 유도되지만, 이 사실들은 이 증명에서 사용되지 않는다.)
{\displaystyle (\mathbb {Z} /p_{i}^{e_{i}}\mathbb {Z} )^{\times }\times (\mathbb {Z} /(n/p_{i}^{e_{i}})\mathbb {Z} )^{\times }\to (\mathbb {Z} /n\mathbb {Z} )^{\times }}
{\displaystyle (a_{1}{\bmod {p}}_{i}^{e_{i}},a_{2}{\bmod {n}}/p_{i}^{e_{i}})\mapsto (n/p_{i}^{e_{i}})a_{1}+p_{i}^{e_{i}}a_{2}{\bmod {n}}}
따라서, 법 {\displaystyle p_{i}^{e_{i}}}에 대한 나머지를 다음과 같이 구할 수 있다.
{\displaystyle {\begin{aligned}g(n)&\equiv \prod _{1\leq a_{1}\leq p_{i}^{e_{i}}}^{\gcd\{a_{1},p_{i}\}=1}\prod _{1\leq a_{2}\leq n/p_{i}^{e_{i}}}^{\gcd\{a_{2},n/p_{i}^{e_{i}}\}=1}((n/p_{i}^{e_{i}})a_{1}+p_{i}^{e_{i}}a_{2}){\pmod {p_{i}^{e_{i}}}}\\&\equiv \prod _{1\leq a_{2}\leq n/p_{i}^{e_{i}}}^{\gcd\{a_{2},n/p_{i}^{e_{i}}\}=1}\prod _{1\leq a_{1}\leq p_{i}^{e_{i}}}^{\gcd\{a_{1},p_{i}\}=1}(n/p_{i}^{e_{i}})a_{1}{\pmod {p_{i}^{e_{i}}}}\\&\equiv \prod _{1\leq a_{2}\leq n/p_{i}^{e_{i}}}^{\gcd\{a_{2},n/p_{i}^{e_{i}}\}=1}\prod _{1\leq a_{1}\leq p_{i}^{e_{i}}}^{\gcd\{a_{1},p_{i}\}=1}a_{1}{\pmod {p_{i}^{e_{i}}}}\\&\equiv g(p_{i}^{e_{i}})^{\phi (n/p_{i}^{e_{i}})}{\pmod {p_{i}^{e_{i}}}}\end{aligned}}}
{\displaystyle g(p_{i}^{e_{i}})\equiv \pm 1{\pmod {p_{i}^{e_{i}}}}}인 데 주의하자. 만약 {\displaystyle k\geq 3}이거나 {\displaystyle 2\nmid n}이거나 {\displaystyle 4\mid n}이라면, {\displaystyle n/p_{i}^{e_{i}}\geq 3}이므로,  {\displaystyle \phi (n/p_{i}^{e_{i}})}는 짝수이며, 따라서
{\displaystyle g(n)\equiv 1{\pmod {p_{i}^{e_{i}}}}}
이다. 만약 {\displaystyle n=2p^{e}}라면 ({\displaystyle p}는 홀수 소수, {\displaystyle e}는 양의 정수), {\displaystyle 1\equiv -1{\pmod {2}}}이므로
{\displaystyle g(n)\equiv g(2)^{\phi (p^{e})}\equiv -1{\pmod {2}}}
이며, 또한
{\displaystyle g(n)\equiv g(p^{e})^{\phi (2)}=g(p^{e})\equiv -1{\pmod {p^{e}}}}
이다.

### 유한체
임의의 유한체 {\displaystyle \mathbb {F} _{q}}에서, 다음이 성립한다.
{\displaystyle \prod _{a\in \mathbb {F} _{q}^{\times }}a=-1}
윌슨 정리는 유한체의 크기가 소수 {\displaystyle p}인 경우이다. (유한체의 크기는 항상 소수의 거듭제곱이다.)

#### 증명
윌슨 정리의 증명과 유사하다. {\displaystyle \mathbb {F} _{q}}의 가역원(즉, 0이 아닌 원소)들은 서로 역원인 것들끼리 짝을 지을 수 있다. 표수가 2가 아닌 경우, {\displaystyle a^{2}=1}은 {\displaystyle (a-1)(a+1)=0}과 동치이며, 이는 다시 {\displaystyle a=\pm 1}과 동치이다. 따라서
{\displaystyle \prod _{a\in \mathbb {F} _{q}^{\times }}a=1\cdot (-1)=-1}
이다. 표수가 2인 경우, {\displaystyle a^{2}-1=(a-1)^{2}}이므로, {\displaystyle a^{2}=1}은 {\displaystyle a=1}과 동치이며, {\displaystyle 2=0}이므로 {\displaystyle 1=-1}이다. 즉,
{\displaystyle \prod _{a\in \mathbb {F} _{q}^{\times }}a=1=-1}
이다.